# Jon Drummond
Jon Drummond (Estados Unidos, 9 de septiembre de 1968) es un atleta estadounidense, especializado en la prueba de 4 x 100 m, en la que llegó a ser dos veces campeón del mundo —en 1993 y 1999— y una vez campeón olímpico, en Sídney 2000.

## Carrera deportiva
En el Mundial de Stuttgart 1993 ganó la medalla de oro en los relevos 4 x 100 metros, con un tiempo de 37.48 segundos, por delante de Reino Unido y Canadá.
En el Mundial de Sevilla 1999 volvió a ganar el oro en la misma prueba, con un tiempo de 37.59 segundos, por delante de Reino Unido y Brasil, siendo sus compañeros de equipo: Tim Montgomery, Brian Lewis y Maurice Greene.
Y en las Olimpiadas de Sídney 2000 nuevamente ganó el oro, por delante de Brasil y Cuba.